# 사정부
사정부(司正府)는 신라의 백관(百官)을 감찰(監察)하는 직무를 맡아보던 관청이다.

## 개요
진흥왕 5년(544년) 경(卿)으로 처음으로 설치되었다. 그리고 태종무열왕 6년(659년) 부(府)로써 격상되었다. 경덕왕 때 숙정대(肅正臺)로 바뀌었다가 혜공왕 때 다시 사정부로 환원하였다. 관원으로는 영(令) 1명, 경(卿) 2명, 좌(佐) 2명, 대사(大舍) 2명, 사(史) 15명을 두었고, 경과좌에는 나마(奈麻)나 대나마(大奈麻)가 보임(補任)되었다.

## 같이 보기
- 신라의 중앙 관제
- 중정대 : 발해의 감찰기관
- 어사대 : 고려의 감찰기관
- 사헌부 : 조선의 감찰기관
- 도찰원 : 갑오개혁 후의 감찰기관